# Marco Giacopuzzi

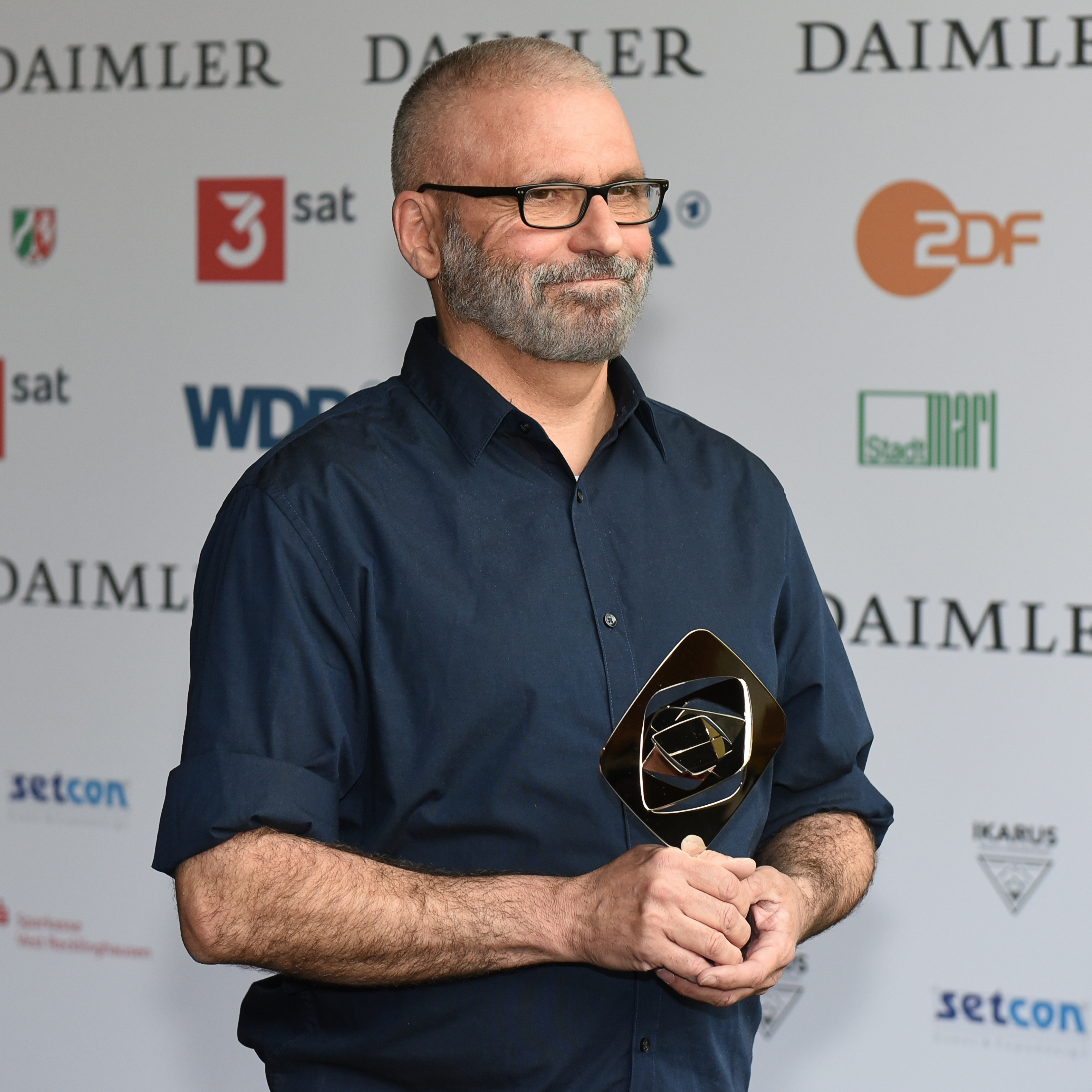
Marco Giacopuzzi bei der Verleihung des Grimme-Preises 2019

Marco Giacopuzzi (geboren 1964 in St. Gallen, Schweiz) ist ein deutscher Dokumentarfilmer und Autor.

## Leben
Marco Giacopuzzi studierte Philosophie, Theaterwissenschaft und Publizistik in Wien und Zürich. Anschließend arbeitete er als Theaterregisseur in der Schweiz.
Als Autor ist er seit 2000 vorwiegend für den Hessischen Rundfunk, aber auch für Arte und KiKA tätig. Anlässlich Rosa von Praunheims 80. Geburtstag drehte Giacopuzzi die Dokumentation Glückskind (2022) über den Regisseur und Pionier des queeren Kinos für Arte und den HR.
Er lebt heute in Offenbach am Main.

## Auszeichnungen
Für die Autorenleistung "Schau in meine Welt", Jons Welt erhielt er 2017 den Robert-Geisendörfer-Preis in der Kategorie Kinderfernsehpreis.
Für die Autorenleistung "Schau in meine Welt",
- Fritz und die Glasknochenkrankheit
- Phil und das Traurigsein
- Leonard hat Diabetes

erhielt er den Grimmepreis 2019 – Spezial

## Kontroverse
Die im November 2017 ausgestrahlte Folge 223 Malvina, Diaa und die Liebe wurde Anfang Januar 2018 vor allem im Umfeld der rechtspopulistischen AfD wegen einer angeblichen Verharmlosung islamischer Ideologie skandalisiert und erhielt daraufhin einige mediale Aufmerksamkeit. Laut FAZ sei die „präzise und intime Dokumentation“ zwar „eindrucksvoll“ und „in sich überzeugend“, habe jedoch ein „grundlegendes Problem“, da der Sender eine angemessene Einordnung versäumt habe. Medienpädagogen hingegen widersprachen der Einschätzung, Jugendliche könnten den Film missverstehen. Das Paar aus der Doku steht seit dem 14. Januar 2018 unter Polizeischutz, nachdem beide im Internet massiv bedroht wurden.
Auch der Autor selber sah sich einer bedrohlichen medialen Anfeindung ausgesetzt
Laut FAZ hatte KiKA eine solche Kontroverse wie über den Beitrag „Malvina, Diaa und die Liebe“ noch nicht erlebt. Die Debatte fand auch in internationalen Medien Beachtung, etwa bei der Irish Times, der italienischen Corriere Della Sera und auf dem rechtspopulistischen US-amerikanischen Internet-Portal Breitbart News.
Bei dieser Dokumentation geht es um ein verliebtes Paar aus einem syrischen Flüchtling und einem 14-jährigen deutschen Mädchen. Wie sich seinerzeit herausstellte, gab der Mann eine falsche Altersangabe bei den Behörden an.

## Filmografie
- 2007: Horizonte – Geliebte Rivalen. Geschwister, Doku (Reihe), HR[16]
- 2007: Horizonte – Freunde fürs Leben, Doku (Reihe), HR[17]
- 2009: Die Zehn Gebote – Schwesternliebe, Doku (Mehrteiler) HR[18]
- 2011: Steffen und Stefan, Eine Hochzeit mit Hindernissen, Doku ARD[19][20]
- 2012: Leben – Liebe – Sünde – Geschichten aus dem Hochhaus Mainpark in Offenbach – Teil 1[21]

- 2014: Du sollst nicht schwul sein, Dokumentarfilm HR[22]
- 2014: Schau in meine Welt – Tim der Metalhead Dokumentarfilm HR[23]
- 2015: Leben – Liebe – Sünde – Geschichten aus dem Hochhaus Mainpark in Offenbach – Teil 2[24]
- 2017: Metropolis, TV-Magazin, arte[25]
- 2017: Schau in meine Welt – Malvina, Diaa und die Liebe, Doku Kika[26]
- 2018: Schau in meine Welt – Fritz hat Glasknochen, Dokumentarfilm Kika[27][3]
- 2019: Der "Schwulenparagraf" – Geschichte einer Verfolgung, Dokumentarfilm HR,[28][3]
- 2020: Inside Offenbach – Zwischen Kult und schlechtem Ruf, Dokumentarfilm HR[29]
- 2022: Glückskind – Der schwule Filmemacher Rosa von Praunheim ist 80 (Arte/HR)[30]